# Ladder diagram

Приклад логічного виразу на LD

Мо́ва реле́йно-конта́ктної ло́гіки або Ladder diagram (англ. LD, англ. LAD) — мова релейної (східчастої) логіки, мова програмування програмованих логічних контролерів (ПЛК).
Мають місце також назви:
- релейні діаграми;
- релейно-контактні схеми (РКС);
- мова програмування релейно-східчастої логіки стандарту IEC 61131-3.

## Призначення
Мова призначена для програмування промислових контролерів (ПЛК). Синтаксис мови є зручним для заміни логічних схем, виконаних на релейній техніці й розрахований на знайомих з нею інженерів з автоматизації, що працюють на промислових підприємствах. Забезпечує наочний інтерфейс логіки роботи контролера, який полегшує не лише задачі власне програмування і введення в експлуатацію, але й швидкий пошук неполадок у підключеному до контролера обладнанні.
Програма керування, написана мовою релейної логіки має наочний та інтуїтивно зрозумілий інженерам-електрикам графічний інтерфейс, що подає логічні операції, як електричні кола із замкнутими та розімкненими контактами. Проходження або відсутність струму у цьому колі відповідає результату логічної операції («істина» — якщо струм проходить; «неправда» — якщо струм не проходить).

## Основні елементи мови
Основними елементами мови є контакти, які можна образно уявити у вигляді пари контактів реле або кнопки. Пара контактів ототожнюється з логічною змінною, а стан цієї пари — із значенням цієї змінної.
Розрізняють нормально замкнуті й нормально розімкнуті контактні елементи, які можна порівняти з нормально замкнутими  та нормально розімкнутими  контактами в електричних колах.
Вхідні ланки (контакти):
- —[ ]— — нормально розімкнутий контакт є розімкнений при значенні неправда, призначеною йому змінною й замикається при значенні істина;
- —[\]— — нормально замкнутий контакт, навпаки, є замкнутим, якщо змінна має значення неправда, й розімкнений, якщо змінна має значення істина.

Вихідні ланки (котушка) — результат логічного ланцюжка, що копіюється у цільову змінну, яку називають котушка (англ. coil). Це слово має узагальнений зміст виконавчого пристрою, тому його часто називають виходом логічного ланцюжка або котушкою реле:
- —( )— — котушка, що перебуває під напругою коли коло замкнене. (англ. inactive at rest);
- —(\)— — інверсна котушка, отримує живлення коли коло є розімкненим (англ. active at rest).

Конкретні версії мови реалізуються зазвичай в рамках програмних продуктів, для роботи з певними типами ПЛК. Часто такі реалізації містять команди, що розширюють стандартні команди мови, що викликано бажанням виробника повніше врахувати потреби замовника, але в підсумку часто призводять до несумісності програм, створених для контролерів різних типів.